# Y Orionis
Y Orionis är en pulserande variabel av Mira Ceti-typ  i stjärnbilden Orion. Stjärnan varierar mellan magnitud +9,4 och lägre än 14,8 med en period av 268 dygn.